# Mughīth al-chalq fī tardschīh al-qaul al-haqq
Mughīth al-chalq fī tardschīh al-qaul al-haqq (arabisch مغيث الخلق في ترجيح القول الحق, DMG Muġīṯ al-ḫalq fī tarǧīḥ al-qaul al-ḥaqq ‚Retter der Menschen hinsichtlich der Bevorzugung der wahren Rede‘) ist eine Werbeschrift des chorasanischen Gelehrten Imām al-Haramain al-Dschuwainī (1028–1085) für den schafiitischen Madhhab, die sich zugleich polemisch gegen den hanafitischen Madhhab richtet. Al-Dschuwainī rief in dieser Schrift alle Muslime des Ostens und Westens dazu auf, sich dem schafiitischen Madhhab anzuschließen. In der modernen westlichen Forschung hat der Text vor allem deswegen größere Aufmerksamkeit erhalten, weil al-Dschuwaīnī in ihr postuliert, dass der Sinn islamischer gottesdienstlicher Vorschriften rational nicht erfassbar sei. Al-Dschuwainī trägt diese Idee im Zusammenhang mit der Betonung von asch-Schāfiʿīs Scharfsinnigkeit und der Anpreisung seiner speziellen Qiyās-Lehre vor. Später antworteten verschiedene hanafitische Gelehrte mit Gegenschriften, in denen sie al-Dschuwainīs Argumente zu widerlegen versuchten.

## Textzeugen
Das Werk ist in zahlreichen Handschriften überliefert, die in Bibliotheken in Paris, London, Alexandria, Kairo und Tarīm aufbewahrt werden. Es existiert auch eine Handschrift in der Staatsbibliothek Berlin, doch enthält diese nur die Vorrede. 1934 wurde in Kairo auf Grundlage von vier Handriften eine Edition des Werks hergestellt. Die Seitenzahlen in der folgenden Inhaltsbeschreibung beziehen sich auf diese Edition.

## Inhalt und Aufbau
Al-Dschuwainī erklärt am Anfang der Schrift, Gott habe unter den Religionsgelehrten asch-Schāfiʿī auserwählt und seinen Madhhab zum besten Madhhab gemacht (S. 4f.). Als Argumente für die Überlegenheit asch-Schāfiʿīs gegenüber den anderen Rechtsschulengründern führt er unter anderem an, dass er als einziger von ihnen den Quraisch zugehörte. Deren hohe Stellung sei schon durch den Gottesgesandten bezeugt, der gesagt habe: „Die Imame kommen aus der Sippe Quraisch“ (al-aʾimma min Quraiš) und „Stellt Quraisch an die Spitze, aber stellt euch nicht an ihre Spitze“ (qaddimū Quraišan wa-lā tataqaddamū-hā). Al-Dschuwainī teilt mit, dass er bereits in der Allgemeinheit seiner Werke zu den usūl al-fiqh den Grund der Bevorzugung des schafiitischen Maḏhabs gegenüber allen anderen Maḏāhib aufgezeigt habe und jetzt ein bündiges Buch zu diesem Zweck abfassen wolle, damit Hoch und Niedrig es studierten und die Erlesenen (al-ḫāṣṣa) diesem Madhhab zuneigten (S. 5). Der Allgemeinheit der Muslime (ʿāmmat al-muslimīn) obliege es, sein Buch zu konsultieren, damit ihre Gefolgschaft und Nachahmung (sc. des Propheten) vollwertig sei (S. 5f).

### Einleitung: die Notwendigkeit der Wahl eines Madhhabs
In der Einleitung (Muqaddima) befasst sich al-Dschuwainī zunächst mit dem Wesen des Tardschīh. Er zitiert als Erstes al-Bāqillānī mit der Aussage, dass er nur den bewiesenen Tardschīh (at-tarǧīḥ al-maqṭūʿ bi-hī) als Argument akzeptiere, nicht jedoch den vermuteten Tardschīh (at-tarǧīḥ al-maẓnūn; S. 7f), weil es Grundsatz gebe, dass jeder Mudschtahid Recht habe, und insofern der vermutete Tardschīh kein eigenständiger Beweis sein könne. Al-Dschuwainī weist diese Aussage mit dem Argument zurück, dass der von al-Bāqillānī genannte Grundsatz falsch sei. Als Beleg für seine Unrichtigkeit verweist er auf das Prophetenwort, wonach derjenige, der Idschtihād betreibt und das Richtige trifft, zwei Mal belohnt werden soll, und derjenige, der bei seinem Idschtihād fehlgeht, ein Mal belohnt werden soll. Dieser Aussage könne man entnehmen, dass bei einem Dissens immer nur ein Mudschtahid rechthabe. Es sei insofern auch möglich, durch Tardschīh zu belastbarem Wissen zu gelangen (S. 9).
Auch die Auffassung, dass niemand dazu verpflichtet sei, dem Gründer eines bestimmten Madhhab zu folgen, sondern man bei Einzelfragen frei wählen könne, welchem Madhhab man folgen wolle, weist al-Dschuwainī zurück (S. 13f.). Seiner Meinung nach trifft den Laien unweigerlich die Pflicht, einen Madhhab zu bestimmen, dem er in allen Angelegenheit und Einzelfragen folgt, entweder den Madhhab von asch-Schāfiʿi, von Mālik ibn Anas, von Abū Hanīfa oder einen anderen Madhhab (S. 14). Dies sei notwendig, weil es sonst zu Verwirrung (ḫabṭ), einem Kontrollverlust (ḫurūǧ min aḍ-ḍabṭ) und einer Aufhebung der Verpflichtung einschließlich ihres Nutzens (inʿidām at-taklīf wa-ibṭāl fāʾidati-hī) komme (S. 14). Zwar sei es richtig, dass man in der Zeit der Prophetengefährten noch frei war, sich bei einzelnen Angelegenheiten an die Lehrrichtung von Abū Bakr und bei anderen an die Lehrrichtung von ʿUmar ibn al-Chattāb zu halten, doch habe diese Freiheit nur deswegen bestanden, weil die Lehrsysteme von Abū Bakr und der anderen Prophetengefährten noch unvollständig gewesen seien. In der Gegenwart aber seien die Lehrrichtungen der Imame so voll umfänglich ausgearbeitet, dass nichts mehr vorfallen könne, auf das man nicht bei ihnen eine explizite oder implizite Antwort finde. Deswegen sei es nicht zulässig, den Taqlīd aufzuheben, weil man sonst den Nutzen der Verpflichtung gefährde (S. 15f).

### Warum man sich dem schafiitischen Madhhab anschließen muss
Nach Abschluss dieser Vorrede trägt al-Dschuwainī seine Hauptthese vor, dass es nämlich der Gesamtheit der Intellektuellen (kāffat al-ʿāqilīn) und der Allgemeinheit der Muslime in Ost und West, nah und fern, obliege, sich ohne Einschränkung dem Madhhab von asch-Schāfiʿī anzuschließen (S. 16). Al-Dschuwainī stellt die Behauptung auf, dass Abū Hanīfa noch nicht die Einzelheiten der islamischen Normenlehre ausgearbeitet habe und sein Fiqh noch unreif gewesen sei. Er sei zwar respektiert worden, doch sei sein Madhhab noch nicht voll entwickelt gewesen, weswegen sich seine beiden Schüler Muhammad asch-Schaibānī und Abū Yūsuf bei vielen Fragen gegen ihn stellten (S. 17–19). Als Beispiele nennt al-Dschuwainī 1. das Rechtsinstitut des Waqf, das von Abū Hanīfa abgelehnt, von asch-Schāfiʿī dagegen befürwortet wurde, 2. das Hohlmaß des Sāʿ, das die beiden unterschiedlich definierten, und 3. die Iqāma, bei der nach Auffassung Abū Hanīfas verschiedene Formeln wiederholt werden mussten. Abū Yūsuf und asch-Schāfiʿī, so erzählt al-Dschuwainī anschließend, sollen einst in Medina in Anwesenheit des abbasidischen Kalifen Hārūn ar-Raschīd über diese drei Fragen gestritten haben, wobei sich zuletzt Abū Yūsuf der Auffassung asch-Schāfiʿīs anschloss (S. 19–21). Al-Dschuwainī sieht in dieser Geschichte einen Beleg für die Unreife von Abū Hanīfas Rechtsdenken. So wie man nicht dem Madhhab Abū Bakrs folgen könne, obwohl er erwiesenermaßen der beste Mensch nach dem Gottesgesandten Mohammed war, könne man auch nicht dem Madhhab Abū Hanīfas folgen (S. 21–23).

### Widerlegung hanafitischer Einwände
Der darauffolgende Text ist in verschiedene mit wa-in qīla („Und wenn gesagt wird:...“) eingeleitete Abschnitte eingeteilt, in denen mögliche Einwände von hanafitischer Seite gegen einen schafiitischen Vorranganspruch widerlegt werden:
- Dem Einwand, dass Abū Hanīfa früher und älter als asch-Schāfiʿī war und man das Frühere nicht für das Spätere aufgeben dürfe, setzt al-Dschuwainī entgegen, dass Abū Hanīfa im Gegensatz zu dem späteren asch-Schāfiʿī mit seiner Lehrrichtung noch keine Anhängerschaft gehabt habe. Außerdem betont er, dass Abū Hanīfa kein echter Araber gewesen sei, sondern ein Nabatäer, im Gegensatz zu asch-Schāfiʿī, der nicht nur zu den Arabern, sondern sogar zu den Quraisch gehörte (S. 25).
- Gegenüber dem Einwand, dass die Lehrmeinungen asch-Schāfiʿīs bei mehreren Fragen schwanken und insofern die Unvollkommenheit seines Lehrsystems zeigten, bringt al-Dschuwainī vor, dass dieses Schwanken von der "Undurchdringlichkeit seiner Reflexion und der Schärfe seines Denkens" (ġāmiḍ naẓari-hī wa-daqīq fikri-hī) herrühre und von daher ein Grund für seine Überlegenheit sei (S. 27f.).
- Den Einwand, dass asch-Schāfiʿī mit der Auffassung, dass der Koran die Sunna nicht abrogieren könne, einen Grundsatz vertreten habe, der von der gesamten Umma für falsch gehalten werde, lässt al-Dschuwainī gelten. Die Ausgewogenheit (inṣāf), die bei jeder Sache das Beste sei, gebiete es, die Schwäche dieses Grundsatzes einzugestehen (S. 29–32).
- Gegenüber dem Einwand, dass es für alle hanafitischen Auffassungen einen Vernunftgrund (waǧh maʿqūl) gebe, betont al-Dschuwainī, dass asch-Schāfiʿī der erste gewesen sei, der die Usūl al-fiqh in ein System gebracht habe (S. 33f). Insgesamt beruhten diese auf drei Dingen, nämlich arabische Sprachkunde (luġa), Kalām und Fiqh. Asch-Schāfiʿīs Führerschaft auf dem Gebiet der Sprachkunde ergebe sich schon daraus, dass er "aus der Mitte der Araber" (min ṣamīm al-ʿArab) stamme. Asch-Schāfiʿī sei aber auch für seine hervorragende Kenntnis der Hadithe und Traditionen bekannt gewesen. Die große Autorität asch-Schafiʿīs auf diesem Wissensfeld sei durch eine Aussage von Ahmad ibn Hanbal verbürgt. Umgekehrt habe Abū Hanīfa im Bereich der Hadith-Wissenschaft nichts vorzuweisen gehabt. Das könne man daran erkennen, dass die Ashāb al-hadīth ihn scharf kritisiert und sich dem Madhhab von asch-Schāfiʿī angeschlossen hätten. Ihre Kritik rühre auch daher, dass sich Abū Hanīfa in übermäßiger Weise auf Qiyās gestützt habe (S. 35f).
- Den Gegnern, die die Scharfsinnigkeit Abū Hanīfas hervorheben, kommt al-Dschuwainī insoweit entgegen, als er eingesteht, dass "das Denken Abū Hanīfas äußerst scharf ist" (naẓar Abī Ḥanīfa daqīq fī ġāyat ad-diqqa), doch wendet er ein, dass das Denken asch-Schāfiʿīs noch schärfer sei (S. 37). Darüber hinaus bringt al-Dschuwainī vor, dass Abū Hanīfas Denken im Widerspruch zu den Grundsätzen (al-uṣūl) stehe und zum großen Teil auch dem Buch (= Koran), der Sunna, den Traditionen (al-āṯār) und auch dem Konsens der Umma widerspreche (S. 38). Dies erläutert al-Dschuwainī am Beispiel des Qiyās, für den asch-Schāfiʿī zur Voraussetzung machte, dass für die normative Bewertung des Ausgangsfalls ein Grund (ʿilla) ermittelbar ist (S. 38–40).
- Ein weiterer Einwand der Gegner war, dass asch-Schāfiʿī in seinem Qiyās beschränkt gewesen sei, weil er bei der Frage der Beseitigung der rituellen Unreinheit (naǧāsa) mit Essig den Qiyās nicht zuließ, während Abū Hanīfa den Zweck der Unreinheitsbeseitigung für maßgeblich hielt und mit Rücksicht auf die Tatsache, dass Essig diesen Zweck noch besser erfüllt, ihn als Reinigungsmittel erlaubte. Hierauf antwortet al-Dschuwainī, dass asch-Schāfiʿī in diesem Fall den Qiyās verbot, weil er die islamischen Normen in zwei Kategorien eingeteilt habe, diejenigen, bei denen ein Grund erkennbar sei, und diejenigen, bei denen das nicht der Fall ist. Bei letzteren habe er dann den Qiyās verboten. Dies gehöre zu den originellen Schöpfungen seines Denkens (min badāʾiʿ naẓari-hī; S. 41). Asch-Schāfiʿī sei beim Qiyās auf theoretischer Ebene vollkommener und präziser gewesen als Abū Hanīfa. Dies sei auch der Grund, warum die beiden Hauptschüler von Abū Hanīfa,  Muhammad asch-Schaibānī und Abū Yūsuf es bei zwei Dritteln seines Madhhabs verabscheut hätten, ihm zu folgen, während sie bei den meisten Fragen mit asch-Schāfiʿī übereinstimmten (S. 44).
- Auf den Einwand, warum denn die beiden hanafitischen Rechtsgelehrten, die asch-Schāfiʿīs Lehre kannten, sie nicht angenommen hätten, führt al-Dschuwainī eine Anekdote an, der zufolge Hārūn ar-Raschīd asch-Schāfiʿī bei seiner Ankunft in Bagdad in hohen Ehren aufnahm und neben sich auf seinen Thron setzte. Abū Yūsuf und asch-Schaibānī seien daraufhin neidisch geworden und hätten vergeblich versucht, ihn durch eine schwierige Frage zur rituellen Reinheit in Bedrängnis zu bringen. Schließlich hätten die beiden Gelehrten asch-Schāfiʿīs Überlegenheit anerkannt (S. 46f).

### Die spezielle Qiyās-Lehre asch-Schāfiʿīs
Im Rahmen der Widerlegung der potentiellen hanafitischen Einwände gegenüber dem schafiitischen Vorranganspruch entwickelt er spezielle Qiyās-Lehre, die von der Unergründbarkeit islamischer ritueller Vorschriften ausgeht und dabei verschiedene Grade der "Ritualisierung" oder "Verehrung" bzw. "Knechtung" (taʿabbud) annimmt. Kevin Reinhart erklärt das Konzept des Taʿabbud als "Befolgung einer unverständlichen Regel, allein weil man dazu verpflichtet ist".
Al-Dschuwainī veranschaulicht die die Unergründlichkeit islamischer ritueller Vorschriften zunächst am Beispiel der Beseitigung der rituellen Unreinheit (naǧāsa). Während Abū Hanīfa in dem Zweck der Unreinheitsbeseitigung den erkennbaren Zweck der Vorschrift sah und dementsprechend alles als Reinigungsmittel für zulässig hielt, was die Unreinheit entfernt, meinte asch-Schāfiʿī, dass die Reinheitsvorschriften nur aufs Ganze gesehen dem Verstande nach nachvollziehbar seien, bei einer Betrachtung der Einzelheiten sich jedoch der Logik entzögen. So sei es zum Beispiel nicht nachvollziehbar, dass eine Verunreinigung verschwinde, wenn man sie der Sonne aussetze, sie aber dann trotzdem unbedingt mit Wasser entfernt werden müsse. Noch eigenartiger sei es, dass eine unreine Sache, die in eine Wasserschüssel fällt, das Wasser verunreinige, wenn dieses Wasser aber über eine unreine Sache gegossen werde und abfließe, rein bleibe. Nur dem fließenden Wasser werde eine solche reinigende Kraft zugesprochen, nicht aber dem Essig.
Nach al-Dschuwainī lassen sich die Vorschriften der Scharia insgesamt in drei Kategorien einteilen: (1) solche, deren Sinn keinesfalls verstanden werden kann, (2) solche, deren Sinn auf den ersten Blick erfasst wird und (3) solche, deren Sinn vom Grundsatz her erfasst wird, deren Einzelheiten sich aber der Vernunft entziehen. Beispiele für die erste Kategorie seien die Haftung des Sippenverbandes (ʿāqila) für die Bezahlung des Blutgeldes, und die Pflicht zur großen Waschung nach der Ejakulation, während diese nach dem Urinieren nicht notwendig ist. Zur zweiten Kategorie gehöre die Legitimität der Wiedervergeltung, die insofern verständlich sei, weil sie der Abschreckung diene. In die dritte Kategorie ordnet al-Dschuwainī den Wudū' und das rituelle Gebet ein. Zwar könne man sagen, dass bei beiden der Sinn vom Grundsatz her erkennbar sei, nämlich beim Wudū' die Sauberkeit und beim rituellen Gebet die Übung des Körpers (riyāḍa). Bei den Einzelheiten, so zum Beispiel den speziellen Regeln der Gebetszyklen (rakʿāt), wirkten allerdings verschiedene Arten von Taʿabbudāt. Al-Dschuwainī erklärt, dass bei der dritten Kategorie von islamischen Vorschriften der Taʿabbud dominant sei und deswegen das Tor zum Qiyās verschlossen sei (S. 40).
Al-Dschuwainī arbeitet anschließend seine Theorie vom Taʿabbud noch stärker aus. So habe asch-Schafiʿī gelehrt, dass ein Kauf bereits zustande komme, sobald eine beliebige Wendung gesprochen werde, die den Kauf zum Ausdruck bringe. Eine Ehe erlange dagegen nur Gültigkeit, wenn besondere Worte benutzt werden, weil eine Eheschließung viel stärker von Taʿabbudāt berührt sei als ein Kauf. Der Ehevertrag hebe sich von allen anderen Verträgen durch die ihm eigenen Merkmale und Probleme ab, die groß an Zahl und jedem bekannt seien. Diese verdeutlichten seine Würde und sein Gewicht und unterschieden die Ehe von anderen Angelegenheiten. Und so hebe sich der Ehevertrag auch durch eine spezielle Formel als Taʿabbud von Seiten des Gesetzgebers (= Gott) hervor (S. 41). Dennoch habe asch-Schāfiʿ geurteilt, dass ein Ehevertrag auch in persischer Sprache zustande kommen könne, wenn ein Vertragspartner des Arabischen unkundig sei, weil der persische Wortlaut zwar nicht der arabische, aber der Sinn ein und derselbe sei, und deswegen könne bei ihm der Analogieschluss gezogen werden (S. 42). So wie der Taʿabbud bei den Geschäftsbeziehungen (muʿāmalāt) schwächer sei als bei der Ehe, sei er umgekehrt beim Takbīr im rituellen Gebet stärker ausgeprägt. Deswegen habe asch-Schafiʿī bei ihm die Möglichkeit zum Qiyās noch stärker eingeschränkt und geurteilt, dass auch bei fehlender arabischer Sprachkenntnis seine ursprüngliche Form gewahrt werden müsse. Völlig ausgeschlossen sei aber die Verwendung der persischen Sprache bei der Rezitation des Korans, weil diese an die arabische Sprache und den Iʿdschāz gebunden sei (S. 43).
Während asch-Schāfiʿī auf diese Weise die islamischen Normen in eine genaue Ordnung und Reihenfolge gebracht habe, habe Abū Hanīfa alles gleich behandelt, die Geschäftsbeziehungen, die Eheverträge, den Takbīr die gottesdienstlichen Handlungen und den wunderhaften Koran. Er lehrte: "Ein Kauf kommt auch ohne den entsprechenden Ausdruck zustande, eine Ehe ebenso und ein Takbīr ebenso, und die Rezitation des Korans kommt auch ohne Wahrung seiner spezifischen Komposition zustande, so dass, wenn man beim rituellen Gebet den Koran in persischer Sprache rezitiert, das Gebet gültig ist" (S. 44). Al-Dschuwainī sieht darin eine Vermischung verschiedener Disziplinen und Gattungen und eine Vernachlässigung der Feinheiten (ḏuhūl ʿan ad-daqāʾiq). Asch-Schāfiʿī habe diese Feinheiten dagegen genauer gesehen (S. 44).

### Fallbeispiele für die Überlegenheit der schafiitischen Regeln
Al-Dschuwainī geht anschließend verschiedene Rechtsanwendungen (furūʿ) und Einzelfragen durch, um jeweils die Überlegenheit der schafiitischen gegenüber der hanafitischen Position darzulegen. Es werden hier nur einzelne Beispiele herausgegriffen:

#### Rituelle Reinheit
Al-Dschuwainī erklärt, dass der Sinn der rituellen Reinheit einerseits in der Sauberkeit und Lauterkeit und andererseits im Gottesdienst (taʿabbud) liege. Diese beiden Zwecke ließen sich nur mit einem speziellen Mittel, nämlich Wasser, verwirklichen. Wer hingegen den Wudū' mit Dattelwein vollziehe, mache sich selbst zum warnenden Beispiel für die Menschen, insbesondere im heißen Sommer. Wie Al-Bāqillānī berichtet habe, halte Abū Hanīfa dagegen sogar das Gebet eines Trunkenboldes für gültig, welches dieser verrichtet, nachdem er in einen Weintrog gefallen ist (S. 53). Abū Hanīfa habe auch den ohne Nīya durchgeführten Wudū' für gültig erklärt, obwohl durch Nachrichten verbürgt sei, dass er eine gottesdienstliche Handlung ist. Eine gottesdienstliche Handlung, so erklärt al-Dschuwainī, ist eine Annäherung an Gott (qurba ilā Allāh). Eine solche Annäherung könne aber nur durch Aufrichtigkeit (iḫlāṣ) zustande kommen, wobei für die Aufrichtigkeit wiederum eine Nīya notwendig sei (S. 53f).
Ein weiterer Punkt, auf den al-Dschuwainī eingeht, ist die Wiederholung beim Überstreichen des Kopfes. Abū Hanīfa habe gelehrt, dass diese nicht vorgeschrieben sei, weil der Zweck der Wiederholung die volle Erfassung des Kopfes mit Wasser sei. Wenn diese erreicht sei, sei keine Wiederholung mehr nötig. Asch-Schāfiʿī habe dagegen gelehrt, dass die Wiederholung größere Reinlichkeit und Sauberkeit mit sich bringe und auf diese Weise den eigentlichen Zweck der Handlung vervollkommne (S. 55). Abū Hanīfa habe auch zugelassen, dass das rituelle Gebet mit einer entfernbaren Unreinheit (naǧāsa) verrichtet werde, wenn sie weniger als ein Viertel des Kleidungsstücks einnehme. Dies widerspreche jedoch dem religionsgesetzlichen Zweck des Gebets (S. 54f.). Darüber hinaus habe er auch erlaubt, das Gebet mit einem Hundefell bekleidet zu verrichten. Dies sieht al-Dschuwainī als besonders anstößig an. Er fragt: "Wie soll es erlaubt sein, sich Gott zu nähern, wenn man mit einem Tierfell bekleidet ist, das zu erwerben die Scharia verboten hat?" (S. 55).

#### Rituelles Gebet
Hinsichtlich des rituellen Gebets führt al-Dschuwainī eine Anekdote an, die davon berichtet, wie sich der ghaznawidische Herrscher Mahmud von Ghazna (reg. 998–1030) empört vom hanafitischen Madhhab abwandte, nachdem ihm der schafiitische Gelehrte al-Qaffāl al-Marwazī ein Ritualgebet entsprechend den hanafitischen Regeln vorgeführt und dabei allerlei abstoßende Dinge in das Gebet eingefügt hatte. „Wenn“ so schließt al-Dschuwainī die Anekdote ab, „das Gebet, wie es Abū Hanīfa zugelassen hat, einem Laien vorgeführt würde, so würde er es mit Gewissheit ablehnen. Das rituelle Gebet ist die Stütze der Religion. Die Verkehrtheit seines Glaubens beim Gebet wird Dir als Veranschaulichung der Nichtigkeit seiner Lehrrichtung im Gebet ausreichen“ (S. 59).

#### Zakāt
Al-Dschuwainī betont, dass der Zweck der Zakāt die Behebung von Mängeln, die Stillung von Hunger und die Wohltätigkeit gegenüber den Armen sei. Aus diesem Grund müsse die Zakāt sofort geleistet werden und entfalle auch nicht beim Tode des Verpflichteten. Wenn man dagegen wie die Hanafiten lehre, dass die Erfüllung dieser Pflicht aufgeschoben werden könne und mit dem Tode die Pflicht entfalle, so würde dies dazu führen, dass der Sinn dieser Pflicht zunichtegemacht wird (S. 60).

### Schlussteil
Im Schlussteil seiner Schrift wendet sich al-Dschuwainī gegen den Einwand, dass die Überlegenheit des schafiitischen Madhhabs gegenüber dem hanafitischen Madhhab möglicherweise feststehe, es aber notwendig sei, sich an dem Madhhab von Mālik ibn Anas auszurichten. Er weist diesen Einwand mit dem Argument zurück, dass Mālik ibn Anas bei der Beachtung des Korans und dem "Abschneiden der Mittel" (sadd aḏ-ḏarāʾiʿ) die gebührenden Grenzen überschritten habe, so dass er "ein Drittel der Umma tötete, um den beiden anderen Dritteln Gedeihen zu schenken" (S. 77).
Insbesondere hebt er die extreme Strenge des mālikitischen Madhhab bei den Strafen (ʿuqūbāt) hervor (S. 77f.).
Zum Schluss weist al-Dschuwainī noch den Vorwurf des Eiferertums (taʿaṣṣub) von sich. Er bekräftigt, dass er für asch-Schāfiʿī keine Unfehlbarkeit behaupte (S. 80). Der Leser solle nicht meinen, dass er sich auf Kosten von Abū Hanīfa für asch-Schāfiʿī ereifere (S. 83). Vielmehr sei es so, dass es die Hanafiten in ihrem Eiferertum gegen asch-Schāfiʿī sehr weit getrieben hätten, so dass Muhammad asch-Schaibānī und Abū Yūsuf, wie asch-Schāfiʿī selbst berichtet, Gott sogar in einem Bittgebet darum baten, asch-Schāfiʿī zu töten (S. 84).

## Historischer Hintergrund
Al-Dschuwainīs Schrift steht im Zusammenhang mit den hanafitisch-schafiitischen Rivalitäten in seiner Heimatstadt Nischapur, die während seiner Lebenszeit, die mit dem Anfang der Seldschukenherrschaft zusammenfällt, einen Höhepunkt erlebten. Die große Mehrheit der Muslime in Nischapur stand damals unter dem Einfluss der Hanafiten, denen sich auch die Turkmenen mit dem Sultan an der Spitze zurechneten. Die Schafiiten wie al-Dschuwainī bildeten zwar unter der Gesamtbevölkerung nur eine Minderheit, stellten aber die Mehrheit der gesellschaftlich führenden, besitzenden Schicht in der Stadt. Der Seldschukensultan Toghrul Beg setzte nach seiner Einnahme Nischapurs im Jahre 1037 nicht nur einen Hanafiten als Stadtoberhaupt ein, sondern bestellte auch einen hanafitischen Oberprediger für die Stadt, nämlich ʿAlī ibn al-Hasan as-Sandalī (gest. 1091). Al-Dschuwainī, der das schafiitische Establishment der Stadt repräsentierte, soll häufig mit as-Sandalī gestritten haben; wenn sie zusammenkamen, fielen ihre Anhänger übereinander her. Später betraute der neue Wesir Nizām al-Mulk, der die Religionspolitik seines Vorgängers ins Gegenteil verkehrte und die Schafiiten zu unterstützen begann, al-Dschuwainī mit dem Lehrstuhl an der neugegründeten Nizāmīya-Madrasa in Nischapur.
Zu welchem Zeitpunkt in seinem Leben al-Dschuwainī Mughīth al-chalq abgefasst hat, ist nicht bekannt. Seine Bezugnahme auf eine „Allgemeinheit“ (ʿāmma) von eigenen Werken zu den Usūl al-fiqh in dieser Schrift macht es jedoch wahrscheinlich, dass er sie erst im späteren Verlauf seiner Gelehrtenlaufbahn zu Papier gebracht hat. Éric Chaumont vermutet, dass sich al-Dschuwainī mit seiner Schrift an die politische Klasse richtete und sie dazu bringen wollte, den schafiitischen Madhhab zum offiziellen Madhhab des Staates zu machen oder ihn zumindest gegenüber dem hanafitischen Madhhab zu privilegieren.
Auffällig ist, dass auch der junge al-Ghazālī, der bei al-Dschuwainī an der Nizāmīya studierte, eine anti-hanafitische Streitschrift verfasst hat, das Kitāb al-Manḫūl fī l-uṣūl Im letzten Kapitel dieses Werks liefert al-Ghazālī eine Zusammenfassung von al-Dschuwainīs Schrift. Das Kitāb al-Manḫūl entstand noch zu Lebzeiten seines Lehrers und gehört nachweislich zu den frühesten Werken al-Ghazālīs. Dies legt nahe, dass al-Dschuwaīnī der Auseinandersetzung mit den Hanafiten noch während seiner Lehrzeit an der Nizāmīya große Bedeutung beigemessen und auch seine Schüler dazu angeleitet hat, sich argumentativ für diese Auseinandersetzung zu wappnen. Mughīth al-chalq könnte in diesem Zusammenhang entstanden sein. Der Text diente offensichtlich zur Vorbereitung für Streitgespräche mit Hanafiten, denn viele der mit wa-in qīla eingeleiteten Fragen nehmen nach Art einer Refutatio mögliche hanafitische Einwände gegen einen schafiitischen Vorranganspruch vorweg.

## Hanafitische Gegenschriften
Später verfassten hanafitische Gelehrte Gegenschriften zu al-Dschuwainīs Text. Eine von ihnen ist das Kitāb at-Taʿlīm fī radd ʿalā l-Ġazālī wa-l-Ǧuwainī von Masʿūd ibn Schaiba as-Sindī, das sich zugleich gegen das Kitāb al-Manḫūl von al-Ghazālī wendet. Zu seiner zeitlichen Einordnung gibt es keine Angaben, allerdings wird es bereits in dem hanafitischen Personen-Lexikon al-Ǧawāhir al-muḍīʾa von ʿAbd al-Qādir Ibn Abī l-Wafā' al-Quraschī (gest. 1373) erwähnt. Anfang des 17. Jahrhunderts verfasste der mekkanische Gelehrte ʿAlī al-Qārī seine Schrift Tašyīʿ al-fuqahāʾ al-Ḥanafīya fī tašnīʿ as-sufahāʾ aš-Šāfiʿīya („Bestärkung der verständigen Hanafiten und Schmähung der törichten Schafiiten“), in der er einzelne Aussagen al-Dschuwainīs durchging und jeweils mit Gegenargumenten zurückwies. Eine weitere hanafitische Gegenschrift verfasste im frühen 20. Jahrhundert Muhammad Zāhid al-Kautharī (gest. 1951), der Assistent des letzten Schaich al-Islām des Osmanischen Reichs. Sie hat den Titel Kitāb Iḥqāq al-ḥaqq bi-ibṭāl al-bāṭil fī Muġīṯ al-ḫalq ("Durchsetzung der Wahrheit bei der Entkräftung des Falschen in dem Buch Muġīṯ al-ḫalq"). Das Buch wurde zu unbekanntem Zeitpunkt in Kairo von der Buchhandlung al-Maktaba al-Azharīya li-t-turāṯ herausgegeben.